# Temporada da NFL de 2002
A Temporada de 2002 da NFL é a 83ª temporada regular da National Football League. Neste ano a liga expandiu o número de times para 32 com a adição do Houston Texans. Os clubes foram realinhados em 8 divisões, sendo 4 times por divisão. Além disso, o Chicago Bears jogou a temporada de 2002 em Champaign, Illinois no Memorial Stadium devido a recostrução do Soldier Field.
O título da NFL foi ganho pelo Tampa Bay Buccaneers quando derrotou o Oakland Raiders no Super Bowl XXXVII, que ocorreu no Qualcomm Stadium em San Diego, Califórnia, em 26 de janeiro.

## Expansão e realinhamento
Com a entrada do Houston Texans na NFL, a liga foi redividida em oito divisões, sendo quatro em cada conferência. Com a criação das novas divisões, a liga tentou manter as velhas rivalidades de divisão, ao mesmo tempo que tentava reorganizar os times geograficamente.
As principais mudanças foram:
- O Seattle Seahawks foi o único time a mudar de conferência; eles se mudaram da AFC West para a NFC West.

- O Arizona Cardinals mudou da NFC East para a NFC West.

- O Houston Texans, o Indianapolis Colts, o Jacksonville Jaguars e o Tennessee Titans foram colocados em uma nova divisão, a AFC South.

- O Atlanta Falcons, o Carolina Panthers, o New Orleans Saints e o Tampa Bay Buccaneers foram colocados em uma nova divisão, a NFC South.

- Tanto a AFC Central quanto a NFC Central foram renomeadas como AFC North e NFC North, respectivamente.

## Classificação
V = Vitórias, D = Derrotas, E = Empates, PCT = porcentagem de vitórias, PF= Pontos feitos, PS = Pontos sofridos
Classificados para os playoff estão marcados em verde
| AFC East                |    |    |   |      |     |     |
| Time                    | V  | D  | E | PCT  | PF  | PS  |
| (4) New York Jets       | 9  | 7  | 0 | .562 | 359 | 336 |
| New England Patriots    | 9  | 7  | 0 | .562 | 381 | 346 |
| Miami Dolphins          | 9  | 7  | 0 | .562 | 378 | 301 |
| Buffalo Bills           | 8  | 8  | 0 | .500 | 379 | 397 |
| AFC North               |    |    |   |      |     |     |
| Time                    | V  | D  | E | PCT  | PF  | PS  |
| (3) Pittsburgh Steelers | 10 | 5  | 1 | .656 | 390 | 345 |
| (6) Cleveland Browns    | 9  | 7  | 0 | .562 | 344 | 320 |
| Baltimore Ravens        | 7  | 9  | 0 | .438 | 316 | 354 |
| Cincinnati Bengals      | 2  | 14 | 0 | .125 | 279 | 456 |
| AFC South               |    |    |   |      |     |     |
| Time                    | V  | D  | E | PCT  | PF  | PS  |
| (2) Tennessee Titans    | 11 | 5  | 0 | .688 | 367 | 324 |
| (5) Indianapolis Colts  | 10 | 6  | 0 | .625 | 349 | 313 |
| Jacksonville Jaguars    | 6  | 10 | 0 | .375 | 328 | 315 |
| Houston Texans          | 4  | 12 | 0 | .250 | 213 | 356 |
| AFC West                |    |    |   |      |     |     |
| Time                    | V  | D  | E | PCT  | PF  | PS  |
| (1) Oakland Raiders     | 11 | 5  | 0 | .688 | 450 | 304 |
| Denver Broncos          | 9  | 7  | 0 | .562 | 392 | 344 |
| San Diego Chargers      | 8  | 8  | 0 | .500 | 333 | 367 |
| Kansas City Chiefs      | 8  | 8  | 0 | .500 | 467 | 399 |

| NFC East                 |    |    |   |      |     |     |
| Time                     | V  | D  | E | PCT  | PF  | PS  |
| (1) Philadelphia Eagles  | 12 | 4  | 0 | .750 | 415 | 241 |
| (5) New York Giants      | 10 | 6  | 0 | .625 | 320 | 279 |
| Washington Redskins      | 7  | 9  | 0 | .438 | 307 | 365 |
| Dallas Cowboys           | 5  | 11 | 0 | .312 | 217 | 329 |
| NFC North                |    |    |   |      |     |     |
| Time                     | V  | D  | E | PCT  | PF  | PS  |
| (3) Green Bay Packers    | 12 | 4  | 0 | .750 | 398 | 328 |
| Minnesota Vikings        | 6  | 10 | 0 | .375 | 390 | 442 |
| Chicago Bears            | 4  | 12 | 0 | .250 | 281 | 379 |
| Detroit Lions            | 3  | 13 | 0 | .188 | 306 | 451 |
| NFC South                |    |    |   |      |     |     |
| Time                     | V  | D  | E | PCT  | PF  | PS  |
| (2) Tampa Bay Buccaneers | 12 | 4  | 0 | .750 | 346 | 196 |
| (6) Atlanta Falcons      | 9  | 6  | 1 | .594 | 402 | 314 |
| New Orleans Saints       | 9  | 7  | 0 | .562 | 432 | 388 |
| Carolina Panthers        | 7  | 9  | 0 | .438 | 258 | 302 |
| NFC West                 |    |    |   |      |     |     |
| Time                     | V  | D  | E | PCT  | PF  | PS  |
| (4) San Francisco 49ers  | 10 | 6  | 0 | .625 | 367 | 351 |
| St. Louis Rams           | 7  | 9  | 0 | .438 | 316 | 369 |
| Seattle Seahawks         | 7  | 9  | 0 | .438 | 355 | 369 |
| Arizona Cardinals        | 5  | 11 | 0 | .312 | 262 | 417 |

### Desempate
- N.Y. Jets terminou a frente de New England na AFC East baseado no melhor desempenho contra um adversário em comum (8-4 para 7-5) e Miami baseado em uma campanha melhor dentro da divisão (4-2 para 2-4).

- New England terminou a frente de Miami na AFC East baseado em uma campanha melhor dentro da divisão (4-2 para 2-4).

- Cleveland ganhou uma vaga nos playoffs da AFC em vez de Denver ou New England baseado em uma campanha melhor dentro da conferência (7-5 contra 5-7 de Denver e 6-6 de New England).

- Oakland ganhou uma vaga nos playoffs da AFC em 1º ao invés de Tennessee baseado no confronto direto.

- San Diego terminou a frente de Kansas City na AFC West baseado em uma campanha melhor dentro da divisão (3-3 para 2-4).

- Philadelphia ganhou uma vaga nos playoffs da NFC em 1º ao invés de Green Bay ou Tampa Bay baseado em uma campanha melhor dentro da conferência (11-1 contra 9-3 de Green Bay e 9-3 de Tampa Bay).

- Tampa Bay ganhou uma vaga nos playoffs da NFC em 2º ao invés de Green Bay baseado no confronto direto.

- St. Louis terminou a frente de Seattle na NFC West baseado em uma campanha melhor dentro da divisão (4-2 para 2-4).

## Playoffs
|  |                                                           |                                                           |                                                           |                   |                   |                              |                                             |                              |                                             |                                             |                                             |                                  |                                  |                                  |  |  |  |  |
|  | 5 de janeiro - Heinz Field                                | 5 de janeiro - Heinz Field                                | 5 de janeiro - Heinz Field                                |                   |                   | 11 de janeiro - The Coliseum | 11 de janeiro - The Coliseum                | 11 de janeiro - The Coliseum |                                             |                                             |                                             |                                  |                                  |                                  |  |  |  |  |
|  | 5 de janeiro - Heinz Field                                | 5 de janeiro - Heinz Field                                | 5 de janeiro - Heinz Field                                |                   |                   | 11 de janeiro - The Coliseum | 11 de janeiro - The Coliseum                | 11 de janeiro - The Coliseum |                                             |                                             |                                             |                                  |                                  |                                  |  |  |  |  |
|  | 5 de janeiro - Heinz Field                                | 5 de janeiro - Heinz Field                                | 5 de janeiro - Heinz Field                                |                   |                   | 11 de janeiro - The Coliseum | 11 de janeiro - The Coliseum                | 11 de janeiro - The Coliseum |                                             |                                             |                                             |                                  |                                  |                                  |  |  |  |  |
|  | 5 de janeiro - Heinz Field                                | 5 de janeiro - Heinz Field                                | 5 de janeiro - Heinz Field                                |                   |                   | 11 de janeiro - The Coliseum | 11 de janeiro - The Coliseum                | 11 de janeiro - The Coliseum |                                             |                                             |                                             |                                  |                                  |                                  |  |  |  |  |
|  | 6                                                         | Cleveland                                                 | 33                                                        |                   |                   | 11 de janeiro - The Coliseum | 11 de janeiro - The Coliseum                | 11 de janeiro - The Coliseum |                                             |                                             |                                             |                                  |                                  |                                  |  |  |  |  |
|  | 6                                                         | Cleveland                                                 | 33                                                        | 3                 | Pittsburgh        | 31                           |                                             |                              |                                             |                                             |                                             |                                  |                                  |                                  |  |  |  |  |
|  | 3                                                         | Pittsburgh                                                | 36                                                        | 3                 | Pittsburgh        | 31                           |                                             |                              | 19 de janeiro - Network Associates Coliseum | 19 de janeiro - Network Associates Coliseum | 19 de janeiro - Network Associates Coliseum |                                  |                                  |                                  |  |  |  |  |
|  | 3                                                         | Pittsburgh                                                | 36                                                        | 2                 | Tennessee         | 34*                          |                                             |                              | 19 de janeiro - Network Associates Coliseum | 19 de janeiro - Network Associates Coliseum | 19 de janeiro - Network Associates Coliseum |                                  |                                  |                                  |  |  |  |  |
|  |                                                           |                                                           |                                                           | 2                 | Tennessee         | 34*                          |                                             |                              | 19 de janeiro - Network Associates Coliseum | 19 de janeiro - Network Associates Coliseum | 19 de janeiro - Network Associates Coliseum |                                  |                                  |                                  |  |  |  |  |
|  | AFC                                                       |                                                           |                                                           |                   |                   |                              |                                             |                              | 19 de janeiro - Network Associates Coliseum | 19 de janeiro - Network Associates Coliseum | 19 de janeiro - Network Associates Coliseum |                                  |                                  |                                  |  |  |  |  |
|  | 4 de janeiro - Giants Stadium                             | 4 de janeiro - Giants Stadium                             | 4 de janeiro - Giants Stadium                             | 2                 | Tennessee         | 24                           |                                             |                              |                                             |                                             |                                             |                                  |                                  |                                  |  |  |  |  |
|  | 4 de janeiro - Giants Stadium                             | 4 de janeiro - Giants Stadium                             | 4 de janeiro - Giants Stadium                             | 2                 | Tennessee         | 24                           | 12 de janeiro - Network Associates Coliseum |                              |                                             |                                             |                                             |                                  |                                  |                                  |  |  |  |  |
|  | 4 de janeiro - Giants Stadium                             | 4 de janeiro - Giants Stadium                             | 4 de janeiro - Giants Stadium                             |                   | 1                 | Oakland                      | 41                                          |                              |                                             |                                             |                                             |                                  |                                  |                                  |  |  |  |  |
|  | 4 de janeiro - Giants Stadium                             | 4 de janeiro - Giants Stadium                             | 4 de janeiro - Giants Stadium                             |                   | 1                 | Oakland                      | 41                                          |                              |                                             |                                             |                                             |                                  |                                  |                                  |  |  |  |  |
|  | 5                                                         | Indianapolis                                              | 0                                                         | Campeão da AFC    | Campeão da AFC    | Campeão da AFC               |                                             |                              |                                             |                                             |                                             |                                  |                                  |                                  |  |  |  |  |
|  | 5                                                         | Indianapolis                                              | 0                                                         | Campeão da AFC    | Campeão da AFC    | Campeão da AFC               | 4                                           | N.Y. Jets                    | 10                                          |                                             |                                             |                                  |                                  |                                  |  |  |  |  |
|  | 4                                                         | N.Y. Jets                                                 | 41                                                        | Campeão da AFC    | Campeão da AFC    | Campeão da AFC               | 4                                           | N.Y. Jets                    | 10                                          |                                             |                                             | 26 de janeiro - Qualcomm Stadium | 26 de janeiro - Qualcomm Stadium | 26 de janeiro - Qualcomm Stadium |  |  |  |  |
|  | 4                                                         | N.Y. Jets                                                 | 41                                                        | Campeão da AFC    | Campeão da AFC    | Campeão da AFC               | 1                                           | Oakland                      | 30                                          |                                             |                                             | 26 de janeiro - Qualcomm Stadium | 26 de janeiro - Qualcomm Stadium | 26 de janeiro - Qualcomm Stadium |  |  |  |  |
|  | Playoffs de Wild Card                                     |                                                           |                                                           |                   |                   |                              | 1                                           | Oakland                      | 30                                          |                                             |                                             | 26 de janeiro - Qualcomm Stadium | 26 de janeiro - Qualcomm Stadium | 26 de janeiro - Qualcomm Stadium |  |  |  |  |
|  | Playoffs de Divisão                                       |                                                           |                                                           |                   |                   |                              |                                             |                              |                                             |                                             |                                             | 26 de janeiro - Qualcomm Stadium | 26 de janeiro - Qualcomm Stadium | 26 de janeiro - Qualcomm Stadium |  |  |  |  |
|  | 5 de janeiro - San Francisco Stadium at Candlestick Point | 5 de janeiro - San Francisco Stadium at Candlestick Point | 5 de janeiro - San Francisco Stadium at Candlestick Point | A1                | Oakland           | 21                           |                                             |                              |                                             |                                             |                                             |                                  |                                  |                                  |  |  |  |  |
|  | 5 de janeiro - San Francisco Stadium at Candlestick Point | 5 de janeiro - San Francisco Stadium at Candlestick Point | 5 de janeiro - San Francisco Stadium at Candlestick Point | A1                | Oakland           | 21                           | 12 de janeiro - Raymond James Stadium       |                              |                                             |                                             |                                             |                                  |                                  |                                  |  |  |  |  |
|  | 5 de janeiro - San Francisco Stadium at Candlestick Point | 5 de janeiro - San Francisco Stadium at Candlestick Point | 5 de janeiro - San Francisco Stadium at Candlestick Point |                   | N2                | Tampa Bay                    | 48                                          |                              |                                             |                                             |                                             |                                  |                                  |                                  |  |  |  |  |
|  | 5 de janeiro - San Francisco Stadium at Candlestick Point | 5 de janeiro - San Francisco Stadium at Candlestick Point | 5 de janeiro - San Francisco Stadium at Candlestick Point |                   | N2                | Tampa Bay                    | 48                                          |                              |                                             |                                             |                                             |                                  |                                  |                                  |  |  |  |  |
|  | 5                                                         | N.Y. Giants                                               | 38                                                        | Super Bowl XXXVII | Super Bowl XXXVII | Super Bowl XXXVII            |                                             |                              |                                             |                                             |                                             |                                  |                                  |                                  |  |  |  |  |
|  | 5                                                         | N.Y. Giants                                               | 38                                                        | Super Bowl XXXVII | Super Bowl XXXVII | Super Bowl XXXVII            | 4                                           | San Francisco                | 6                                           |                                             |                                             |                                  |                                  |                                  |  |  |  |  |
|  | 4                                                         | San Francisco                                             | 39                                                        | Super Bowl XXXVII | Super Bowl XXXVII | Super Bowl XXXVII            | 4                                           | San Francisco                | 6                                           |                                             |                                             | 19 de janeiro - Veterans Stadium | 19 de janeiro - Veterans Stadium | 19 de janeiro - Veterans Stadium |  |  |  |  |
|  | 4                                                         | San Francisco                                             | 39                                                        | Super Bowl XXXVII | Super Bowl XXXVII | Super Bowl XXXVII            | 2                                           | Tampa Bay                    | 31                                          |                                             |                                             | 19 de janeiro - Veterans Stadium | 19 de janeiro - Veterans Stadium | 19 de janeiro - Veterans Stadium |  |  |  |  |
|  |                                                           |                                                           |                                                           |                   |                   |                              | 2                                           | Tampa Bay                    | 31                                          |                                             |                                             | 19 de janeiro - Veterans Stadium | 19 de janeiro - Veterans Stadium | 19 de janeiro - Veterans Stadium |  |  |  |  |
|  | NFC                                                       |                                                           |                                                           |                   |                   |                              |                                             |                              |                                             |                                             |                                             | 19 de janeiro - Veterans Stadium | 19 de janeiro - Veterans Stadium | 19 de janeiro - Veterans Stadium |  |  |  |  |
|  | 4 de janeiro - Lambeau Field                              | 4 de janeiro - Lambeau Field                              | 4 de janeiro - Lambeau Field                              | 2                 | Tampa Bay         | 27                           |                                             |                              |                                             |                                             |                                             |                                  |                                  |                                  |  |  |  |  |
|  | 4 de janeiro - Lambeau Field                              | 4 de janeiro - Lambeau Field                              | 4 de janeiro - Lambeau Field                              | 2                 | Tampa Bay         | 27                           | 11 de janeiro - Veterans Stadium            |                              |                                             |                                             |                                             |                                  |                                  |                                  |  |  |  |  |
|  | 4 de janeiro - Lambeau Field                              | 4 de janeiro - Lambeau Field                              | 4 de janeiro - Lambeau Field                              |                   | 1                 | Philadelphia                 | 10                                          |                              |                                             |                                             |                                             |                                  |                                  |                                  |  |  |  |  |
|  | 4 de janeiro - Lambeau Field                              | 4 de janeiro - Lambeau Field                              | 4 de janeiro - Lambeau Field                              |                   | 1                 | Philadelphia                 | 10                                          |                              |                                             |                                             |                                             |                                  |                                  |                                  |  |  |  |  |
|  | 6                                                         | Atlanta                                                   | 27                                                        | Campeão da NFC    | Campeão da NFC    | Campeão da NFC               |                                             |                              |                                             |                                             |                                             |                                  |                                  |                                  |  |  |  |  |
|  | 6                                                         | Atlanta                                                   | 27                                                        | Campeão da NFC    | Campeão da NFC    | Campeão da NFC               | 6                                           | Atlanta                      | 6                                           |                                             |                                             |                                  |                                  |                                  |  |  |  |  |
|  | 3                                                         | Green Bay                                                 | 7                                                         | Campeão da NFC    | Campeão da NFC    | Campeão da NFC               | 6                                           | Atlanta                      | 6                                           |                                             |                                             |                                  |                                  |                                  |  |  |  |  |
|  | 3                                                         | Green Bay                                                 | 7                                                         | Campeão da NFC    | Campeão da NFC    | Campeão da NFC               | 1                                           | Philadelphia                 | 20                                          |                                             |                                             |                                  |                                  |                                  |  |  |  |  |
|  |                                                           |                                                           |                                                           |                   |                   |                              | 1                                           | Philadelphia                 | 20                                          |                                             |                                             |                                  |                                  |                                  |  |  |  |  |

 * Vitória na prorrogação

### AFC
- Jogos de Wild-Card: N.Y. JETS 41, Indianapolis 0; PITTSBURGH 36, Cleveland 33

- Playoffs de divisão: TENNESSEE 34, Pittsburgh 31 (OT); OAKLAND 30, N.Y. Jets 10

- AFC Championship: OAKLAND 41, Tennessee 24 no Network Associates Coliseum, Oakland, Califórnia, 19 de janeiro de 2003

### NFC
- Jogos de Wild-Card: Atlanta 27, GREEN BAY 7; SAN FRANCISCO 39, N.Y. Giants 38

- Playoffs de divisão: PHILADELPHIA 20, Atlanta 6; TAMPA BAY 31, San Francisco 6

- NFC Championship: Tampa Bay 27, PHILADELPHIA 10 no Veterans Stadium, Filadélfia, Pensilvânia, 19 de janeiro de 2003

### Super Bowl
- Super Bowl XXXVII: Tampa Bay (NFC) 48, Oakland (AFC) 21 no Qualcomm Stadium, San Diego, Califórnia, 26 de janeiro de 2003.

## Marcas importantes
Os seguintes times e jogadores quebraram recordes da NFL durante esta temporada:
| Recorde                                                    | Jogador/Time                                 | Data/Oponente                 | Antigo recorde                                                        |
| ---------------------------------------------------------- | -------------------------------------------- | ----------------------------- | --------------------------------------------------------------------- |
| Recepções, Temporada                                       | Marvin Harrison, Indianapolis (143)          | N/A                           | Herman Moore, Detroit, 1995 (123)                                     |
| Maior retorno de um Field Goal perdido                     | Chris McAlister, Baltimore (107 jardas)      | 30 de setembro, vs. Denver    | Aaron Glenn, N.Y. Jets vs. Indianapolis, 15 de novembro de 1998 (104) |
| Mais jardas de Scrimmage, Carreira                         | Jerry Rice, Oakland (21,284)                 | 29 de setembro, vs. Tennessee | Walter Payton, 1975-1987 (21,264)                                     |
| Maior número de jardas terrestres, Carreira                | Emmitt Smith, Dallas                         | 27 de outubro, vs. Seattle    | Walter Payton, 1975-1987 (16,726)                                     |
| Maior número de jardas terrestres por um Quarterback, Jogo | Michael Vick, Atlanta (173)                  | 1 de setembro, vs. Minnesota  | Tobin Rote, Green Bay vs. Chicago, 18 de novembro de 1951 (150)       |
| Maior número de First Downs por dois times, Jogo           | Seattle (32) vs. Kansas City (32) [64 total] | 24 de novembro                | Empatado com 2 jogos (62 total)                                       |
| Menor nº de Fumbles sofridos por um time, Temporada        | Kansas City (7)                              | N/A                           | Cleveland, 1959 (8)                                                   |
| Menor nº de Fumbles perdidos por um, Temporada             | Kansas City (2)                              | N/A                           | Empatado com outros 2 times (3)                                       |
| Maior número de Punts por um time, Temporada               | Houston (116)                                | N/A                           | Chicago, 1981 (114)                                                   |

## Lideres em estatísticas na Temporada Regular

### Time
| Pontos marcados                 | Kansas City Chiefs (467)     |
| Total de jardas                 | Oakland Raiders (6,237)      |
| Jardas terrestres               | Minnesota Vikings (2,507)    |
| Jardas aéreas                   | Oakland Raiders (4,475)      |
| Menos pontos cedidos            | Tampa Bay Buccaneers (196)   |
| Menos jardas cedidas            | Tampa Bay Buccaneers (4,044) |
| Menos jardas terrestres cedidas | Pittsburgh Steelers (1,375)  |
| Menos jardas aéreas cedidas     | Tampa Bay Buccaneers (2,490) |

### Individual
| Pontos                       | Priest Holmes, Kansas City (144 pontos)              |
| Touchdowns                   | Priest Holmes, Kansas City (24 TDs)                  |
| Mais field goals feitos      | Martin Gramatica, Tampa Bay (32 FGs)                 |
| Jardas terrestres            | Ricky Williams, Miami (1,853 jardas)                 |
| Rating                       | Chad Pennington, New York Jets (104.2 rating)        |
| Passes para touchdown        | Tom Brady, New England (28 TDs)                      |
| Recepções                    | Marvin Harrison, Indianapolis (143 recepções)        |
| Jardas recebidas             | Marvin Harrison, Indianapolis (1,722)                |
| Jardas por retorno (Punt)    | Jimmy Williams, San Francisco (16.8 jardas de média) |
| Jardas por retorno (Kickoff) | MarTay Jenkins, Arizona (28.0 jardas de média)       |
| Interceptações               | Rod Woodson, Oakland e Brian Kelly, Tampa Bay (8)    |
| Jardas por Punt              | Todd Sauerbrun, Carolina (45.5 jardas de média)      |
| Sacks                        | Jason Taylor, Miami (18.5)                           |

## Prêmios
| Jogador Mais Valioso                                             | Rich Gannon, Quarterback, Oakland        |
| NFL Coach of the Year (Treinador do Ano)                         | Andy Reid, Philadelphia                  |
| NFL Offensive Player of the Year                                 | Priest Holmes, Running back, Kansas City |
| NFL Defensive Player of the Year (Jogador Defensivo do Ano)      | Derrick Brooks, Linebacker, Tampa Bay    |
| NFL Offensive Rookie of the Year (Novato Ofensivo do Ano)        | Clinton Portis, Running Back, Denver     |
| NFL Defensive Rookie of the Year Award (Novato Defensivo do Ano) | Julius Peppers, Defensive End, Carolina  |
| NFL Comeback Player of the Year                                  | Tommy Maddox, Quarterback, Pittsburgh    |